# 舍内格
舍内格是奥地利上奥地利州罗尔巴赫县的一个市镇。总面积10平方公里，总人口548人，人口密度54.8人/平方公里（2005年）。